# Tarjei Bø
Tarjei Bø (* 29. Juli 1988 in Stryn) ist ein ehemaliger norwegischer Biathlet. Er wurde sowohl Olympiasieger als auch mehrfacher Weltmeister. In der Saison 2010/11 stieg er als jüngster Weltcup-Gesamtsieger in die Weltspitze auf.

## Werdegang
Tarjei Bø aus Stryn gehört dem Markane IL an, wo er von Kjetil Sæter trainiert wird, und ist einer der erfolgreichsten norwegischen Biathleten der letzten Jahre. Seit einigen Jahren lebt und trainiert er in Lillehammer. Er ist der ältere Bruder des in derselben Sportart aktiven Johannes Thingnes Bø. Im Jahr 2022 wurden er und seine langjährige Freundin Eltern eines Sohnes.

### Erste Erfolge
Bei seinen ersten Juniorenweltmeisterschaften 2006 in Presque Isle gewann er den Titel im Einzel, wurde in der Verfolgung Zweiter und verpasste im Sprint und im Staffelrennen als Vierter nur knapp eine Medaille. 2007 gewann Bø bei den Juniorenweltmeisterschaften in Martell zwei weitere Medaillen. Im Einzel als Vierter und im Sprint als Fünftplatzierter verpasste er die Medaillen knapp, im Verfolgungsrennen wurde er hinter dem Deutschen Florian Graf Zweiter, ebenso mit Espen Årvaag und Magnus L‘Abeé-Lund im Staffelrennen hinter den Österreichern. Schon in seinem jungen Alter musste Bø einige Rückschläge verkraften. Nach der Saison 2006/07 wurde er krank und konnte über Monate kaum trainieren, sodass er nicht für die Juniorenweltmeisterschaften 2008 nominiert wurde. Umso überraschender kam daher der fünfte Rang bei den Norwegischen Meisterschaften bei den Senioren, obwohl er sich vorher den rechten Arm ausgekugelt hatte. Im Frühjahr 2008 ließ sich Bø die Mandeln entfernen. Es traten aber langwierige Blutungen auf, die erst im Herbst endgültig gestoppt werden konnten.
Nach einem Jahr ohne Juniorenweltmeisterschaften trat der junge Norweger 2009 in Canmore zum dritten Mal an. Im Einzel mit Platz 23 und in der Staffel mit dem sechsten Rang erreichte er keine guten Ergebnisse. Doch im Sprint und im Verfolgungsrennen konnte Bø die Bronzemedaillen gewinnen. Noch erfolgreicher verliefen die Biathlon-Europameisterschaften 2009 in Ufa. In Einzel, Sprint und Verfolgung trat er in den Juniorenwettkämpfen an, die er alle gewann. Für das Staffelrennen wurde er in die norwegische Herrenmannschaft berufen. Mit Dag Erik Kokkin, Henrik L’Abée-Lund und Rune Brattsveen gewann er den Titel. Als Lohn für seine guten Leistungen wurde Bø für das Saisonfinale des Biathlon-Weltcups in Chanty-Mansijsk berufen. Er startete im Sprint und verpasste als 61. um einen Platz das Verfolgungsrennen. Eine Woche nach seinem ersten Weltcupstart bewies Tarjei Bø nochmals seine starke Form. Er wurde im Einzelrennen norwegischer Meister und verwies den Gesamtweltcup-Dritten der Jahre 2008 und 2009, Emil Hegle Svendsen, auf den zweiten Platz. Im Verfolgungsrennen wurde er Vizemeister und konnte dabei Ole Einar Bjørndalen und weitere Weltklassebiathleten hinter sich lassen.

### Etablierung und Gesamtsieg im Weltcup (Saison 2009/10 und 2010/11)
In Pokljuka gewann Bø 2009 als 37. in einem Einzel erstmals Weltcuppunkte. Beim folgenden Sprint erreichte er mit dem vierten Rang seine erste Top-Ten-Platzierung und verpasste nur um 0,3 Sekunden den Sprung aufs Podest. Beim ersten Weltcuprennen 2010 gewann er mit der Staffel Norwegens erstmals im Weltcup. Nach den frühen Erfolgen in der Saison 2009/10 stand Bø schon früh als Teilnehmer an den Olympischen Winterspielen 2010 in Vancouver fest. Dabei setzte er sich etwa gegen die norwegische Biathlon-Legende Frode Andresen durch. Bei den Spielen lief Bø das Einzel, in dem er 21. wurde. Außerdem bildete er mit Halvard Hanevold, Emil Hegle Svendsen und Ole Einar Bjørndalen die norwegische Staffel, die deutlich vor den Österreichern den Olympiasieg errang.
Zu Beginn der Saison 2010/11 konnte Bø mit zwei vierten und einem fünften Platz in Östersund sein Talent erneut unter Beweis stellen und eine Woche später feierte er in Hochfilzen im Sprint seinen ersten Weltcupsieg. Im darauf folgenden Verfolgungsrennen gewann Bø ebenfalls. Nachdem er nach Weihnachten gekränkelt hatte, kehrte er in Oberhof eindrucksvoll in den Weltcup zurück. So gewann er den Sprint und den Massenstart und übernahm zwischenzeitlich die Führung im Gesamtweltcup. Zum Auftakt der Biathlon-Weltmeisterschaften 2011 siegte er mit der norwegischen Mixed-Staffel. Dabei übernahm er als Schlussläufer auf Platz zwei liegend, brachte seine Mannschaft nach dem ersten Schießen in Führung und baute den Vorsprung bis ins Ziel auf 22 Sekunden gegenüber dem Deutschen Michael Greis aus. Im Sprintrennen konnte er wie im darauf basierenden Verfolgungsrennen den dritten Platz erreichen. Im Einzelrennen konnte der junge Norweger seine erste Einzelgoldmedaille gewinnen. Bø gewann zudem mit seinen Teamkollegen Bjørndalen, Os und Svendsen die Staffel und war damit erfolgreichster Teilnehmer dieser WM. Am Ende gewann Bø den Gesamtweltcup und wurde damit zum jüngsten männlichen Gesamtweltcup-Sieger der Biathlongeschichte. Bø wurde am 8. Januar 2011 auf der norwegischen Sportsgala als Newcomer des Jahres ausgezeichnet.

### Krankheit und Rückkehr in die Weltspitze (Saison 2011/12 und 2012/13)
In der darauf folgenden Weltcup-Saison konnte Bø nach seinem Sieg in Hochfilzen erneut das Gelbe Trikot des Gesamtweltcup-Führenden übernehmen, musste dies aber aufgrund längerer Krankheitsphasen und darauf folgenden mittelmäßigen Ergebnissen wieder abgeben. Auch bei den Biathlon-Weltmeisterschaften 2012 konnte der junge Norweger seine Erfolge aus der vergangenen Saison nicht wiederholen. Er gewann jedoch mit der norwegischen Staffel seinen vierten WM-Titel.
In der Saison 2012/13 konnte Bø nach langen gesundheitlichen Problemen erst ab Januar am Weltcup teilnehmen. So stieg er in Oberhof in die Saison ein und wurde 25. im Sprint und 22. in der anschließenden Verfolgung. Mit seinem siebten Platz im Sprintrennen von Ruhpolding qualifizierte Bø sich schließlich für die Biathlon-Weltmeisterschaften 2013 in Nové Město. Den Weltcup in Antholz ließ Bø daraufhin aus, um sich gezielt auf die WM vorbereiten zu können. Bei den Weltmeisterschaften wurde Bø im ersten Wettbewerb, der Mixed-Staffel, zusammen mit Tora Berger, Synnøve Solemdal und seinem Freund Svendsen erneut Weltmeister. Weiterhin gewann er in der Herrenstaffel in der Besetzung Bjørndalen, L’Abée-Lund, Bø und Svendsen seinen nächsten WM-Titel. Im letzten Rennen der WM, dem Massenstart, meldete sich Tarjei Bø schließlich endgültig in der Weltspitze zurück.
So gewann Bø mit einem fehlerfreien Schießen seine dritte Goldmedaille bei diesen Weltmeisterschaften und wurde hinter seinen Landsleuten Berger und Svendsen zum dritterfolgreichsten Athleten. Beim darauf folgenden Weltcup in Oslo konnte Bø abermals seine gute Form unterstreichen. So gewann er am Holmenkollen das Sprintrennen und belegte im anschließenden Verfolger Rang zwei. Er beendete die Saison auf Rang 15 im Gesamtweltcup.

### Olympiapleite in Sotschi (Saison 2013/14)
Auch die Weltcup-Saison 2013/14 verlief nicht wunschgemäß. Nachdem er sich bereits früh in der Saison für die Olympischen Spiele qualifiziert hatte, verpasste er wieder krankheitsbedingt einige Weltcup-Rennen. Auch bei Olympia, dem diesjährigen Saisonhöhepunkt, gelang ihm kein gutes Ergebnis. Einem 39. Platz im Sprint folgte ein 27. Rang in der daran anknüpfenden Verfolgung. Ein 26. Platz im Einzelrennen über 20 km sollte sein bestes Einzelergebnis dieser Spiele werden. Da er in der erstmals bei diesen Spielen ausgetragenen Mixed-Staffel, die in der Besetzung Berger, Tiril Eckhoff, Svendsen und Bjørndalen Gold gewann, nicht zum Einsatz kam und auch eine Wiederholung des Olympiasiegs in der Staffel von 2010 aufgrund eines Patzers im letzten Schießen durch Svendsen misslang, beendete er diese Saison ohne eine Medaille bei Großereignissen. Es war damit seine erste Saison seit 2009/10, die er ohne Edelmetall beim Saisonhöhepunkt beendete. Im Gesamtweltcup belegte er abschließend Rang 29.

### Medaillensammler in Kontiolahti (Saison 2014/15)
Zu Beginn der Weltcup-Saison 2014/15 sah es so aus, als ob sich die letzte Saison wiederholen würde. Nach eher durchschnittlichen Ergebnissen, aber einer abermals frühzeitigen Qualifikation für die diesjährigen Weltmeisterschaften im finnischen Kontiolahti, verpasste Bø krankheitsbedingt alle Weltcup-Rennen in Oberhof und Ruhpolding. Auch die Rennen vor heimischer Kulisse am Holmenkollen musste er durch eine erneute Krankheit absagen. Er galt bei den nun folgenden Weltmeisterschaften nicht zum Favoritenkreis. Gleich im ersten Rennen dieser WM, der Mixed-Staffel, gewann er zusammen mit seinem Bruder Johannes sowie Fanny Horn und Tiril Eckhoff die Bronzemedaille. Im 10-km-Sprint, in dem Johannes Weltmeister wurde, schaffte Tarjei als Dritter abermals den Sprung aufs Podest. Es stand somit zum ersten Mal überhaupt bei Biathlon-Weltmeisterschaften ein Brüderpaar gemeinsam auf dem Siegerpodest. Während Johannes in der darauf folgenden Verfolgung durch zu viele Schießfehler aussichtslos aus den Medaillenrängen zurückfiel, erkämpfte sich Tarjei im dritten Rennen der WM die dritte Bronzemedaille. Nach einem durchschnittlichen 25. Platz im Einzelrennen, gewann Bø mit der norwegischen Männerstaffel zusammen mit Ole Einar Bjørndalen, seinem Bruder Johannes sowie Emil Hegle Svendsen hinter Deutschland Silber. Im Massenstart trat Bø als Titelverteidiger an und erkämpfte sich abermals nach einem Schießfehler die nunmehr vierte Bronzemedaille dieser Weltmeisterschaften. Damit gewann Bø in fünf von sechs Rennen eine Medaille, mehr Edelmetall gewann bei diesen Weltmeisterschaften niemand.

### Heimweltmeisterschaften (Saison 2015/16)
Die folgende Saison begann für die beiden Bø-Brüder, Eckhoff und Horn Birkeland mit einem Sieg im Mixed-Staffelwettbewerb. Höhepunkt dieser Saison waren die Weltmeisterschaften im heimischen Oslo. Nachdem Tarjei im Verfolgungsrennen das Podest mit einem vierten Platz knapp verfehlt hatte, erreichte er im folgenden Sprint in Hochfilzen mit einem dritten Platz im Sprint seinen ersten Podestplatz der Saison. In diesem Jahr gelang es ihm nicht mehr, auf das Podest zu laufen. Im ersten Rennen des Jahres 2016 erreichte er mit einem zweiten Platz erneut das Podest im Sprint und im Massenstart kam er als Dritter ins Ziel. Im vierten Sprintrennen der Saison konnte er mit einem dritten Platz sein drittes Podest in dieser Disziplin erreichen. Bei den Weltcuprennen in Nordamerika nahm Bø nur an den Wettkämpfen in Presque Isle teil und gewann im letzten Rennen vor den Weltmeisterschaften zusammen mit Lars Helge Birkeland, Erlend Bjøntegaard und Johannes Thingnes Bø das Staffelrennen.
Die Heimweltmeisterschaften begannen mit einem dritten Platz in der Mixed-Staffel mit einer Medaille. Danach ging es für Bø allerdings weniger erfreulich weiter, in Einzel, Sprint und Verfolgung kam er über einen 22. Platz im Sprint nicht hinaus. In der Staffel gelang ihm dann mit Bjørndalen, Svendsen und seinem Bruder der Sieg. Den Massenstart beendete er mit einem sechsten Platz, dem bestes Ergebnis bei diesen Weltmeisterschaften. Im Rahmen der WM wurde er außerdem mit der Holmenkollen-Medaille geehrt. Auch bei der abschließenden Weltcupstation in Chanty-Mansijsk erreichte er keinen Podestplatz mehr. Nachdem Bø in den drei vorhergehenden Saisons keinen Platz in den Top Ten hatte erreichen können, beendete er diese Saison als Sechster der Welt. Dies war somit, obwohl ohne Sieg, seine zweitbeste Saison.

### WM-Pleite und Krankheit (Saison 2016/17)
Die Saison 2016/17 begann für Bø wenig erfreulich mit Krankheiten zu Beginn der Saison. Aus diesem Grund konnte er vor den Weltmeisterschaften in Hochfilzen kein Weltcuprennen bestreiten und qualifizierte sich in den letzten Rennen vor den Weltmeisterschaften im IBU-Cup für diese.
Dort blieb er erneut ohne Einzelmedaille, wobei zwei 14. Plätze seine schlechtesten Ergebnisse waren, womit die Weltmeisterschaften besser liefen als die im Vorjahr. Im Staffelrennen musste er dann nach dem Stehendschießen eine Strafrunde laufen und Norwegen wurde nur Achter. An den beiden letzten Weltcupstationen nahm er teil und konnte mit einem sechsten Platz im Sprint, nach einem neunten Platz in der WM-Verfolgung seinen zweiten Top-Ten-Platz der Saison erreichen.

### Dritte Olympische Spiele (Saison 2017/18)
Die olympische Saison 2017/18 startete Bø mit einem Sieg beim Auftakt des IBU-Cups. Daraufhin startete er auch beim Auftakt des Biathlonweltcups in Oberhof. Nachdem er im Einzel nur 20. geworden war, gelang im Sprint sein erster Sieg seit über vier Jahren. Nach sechs Schießfehlern fiel er in der Verfolgung auf den 19. Platz zurück. Nachdem er in der Verfolgung in Hochfilzen das Podest um knapp 2 Sekunden verfehlt hatte und Fünfter geworden war, kam er erst im neuen Jahr wieder in Podestnähe.
Nach einem guten fünften Platz im Sprint, verbesserte er sich in der Verfolgung um zwei Plätze und wurde Dritter in Oberhof. Im letzten Wettkampf vor den olympischen Spielen, dem Massenstart in Antholz, schloss er als Zweiter, knapp hinter Martin Fourcade, dem dominanten Biathleten dieses Jahrzehnts, ab.
Die olympischen Spiele in Pyeongchang waren seine bisher besten, obwohl er erneut keine Einzelmedaille erreichen konnte. Am nächsten kam er ihr mit einem vierten Platz in der Verfolgung. Zusammen mit der norwegischen Staffel konnte er sich aber mit einem zweiten Platz seine zweite Olympiamedaille sichern. Sowohl das Einzel als auch die Verfolgung beendete er auf dem 13. Platz. In der restlichen Saison konnte er bis auf das letzte Rennen keine Top-Ten-Platzierung mehr erreichen. Im abschließenden Massenstart wurde er Sechster und wie schon zwei Jahre zuvor gehörte er mit einem siebten Platz im Gesamtweltcup zu den besten zehn Biathleten der Welt.

### Einzelmedaille und Europameisterschaften (Saison 2018/19)
Die Saison 2018/19 begann für ihn zunächst ohne Podestplätze, erst beim dritten Weltcup in Nové Město wurde er Dritter in der Verfolgung. Nach der Weihnachtspause konnte er dann in Ruhpolding hinter seinem Bruder seinen nächsten Podestplatz im Sprint erreichen. Nachdem er in Antholz außerhalb der Top Ten gelandet war, ließ er die Wettkämpfe in Nordamerika aus und nahm das erste Mal seit zehn Jahren wieder an den Europameisterschaften teil. Diese begann er mit drei Strafminuten im Einzel, wurde aber dank Laufbestzeit Zweiter. Im Sprint und in der Verfolgung gewann er dann zwei Mal die Goldmedaille.
Die Weltmeisterschaften fanden in diesem Jahr in Östersund statt. Diese begann er mit einem 13. Platz im Sprint, welchen er in der Verfolgung um neun Plätze verbessern konnte, so dass er nur knapp am Podest vorbeilief. Im folgenden Einzel konnte er dann erstmals seit 2015 wieder eine Einzelmedaille bei Weltmeisterschaften gewinnen und auch mit der norwegischen Staffel gelang ihm wieder ein Sieg.
Die Saison beendete er mit einem weiteren Podestplatz und zwei weiteren Top-Ten-Plätzen in Oslo. In der Gesamtwertung wurde er, wie auch 2016, erneut Sechster. Sein Bruder Johannes Thingnes Bø gelang es, den Gesamtweltcup für sich zu entscheiden. Nachdem Tarjei Bø ihn 2011 gewonnen hatte, gewann in den folgenden Jahren immer Fourcade.

### Saison 2021/22 Gewinn der ersten olympischen Einzelmedaillen

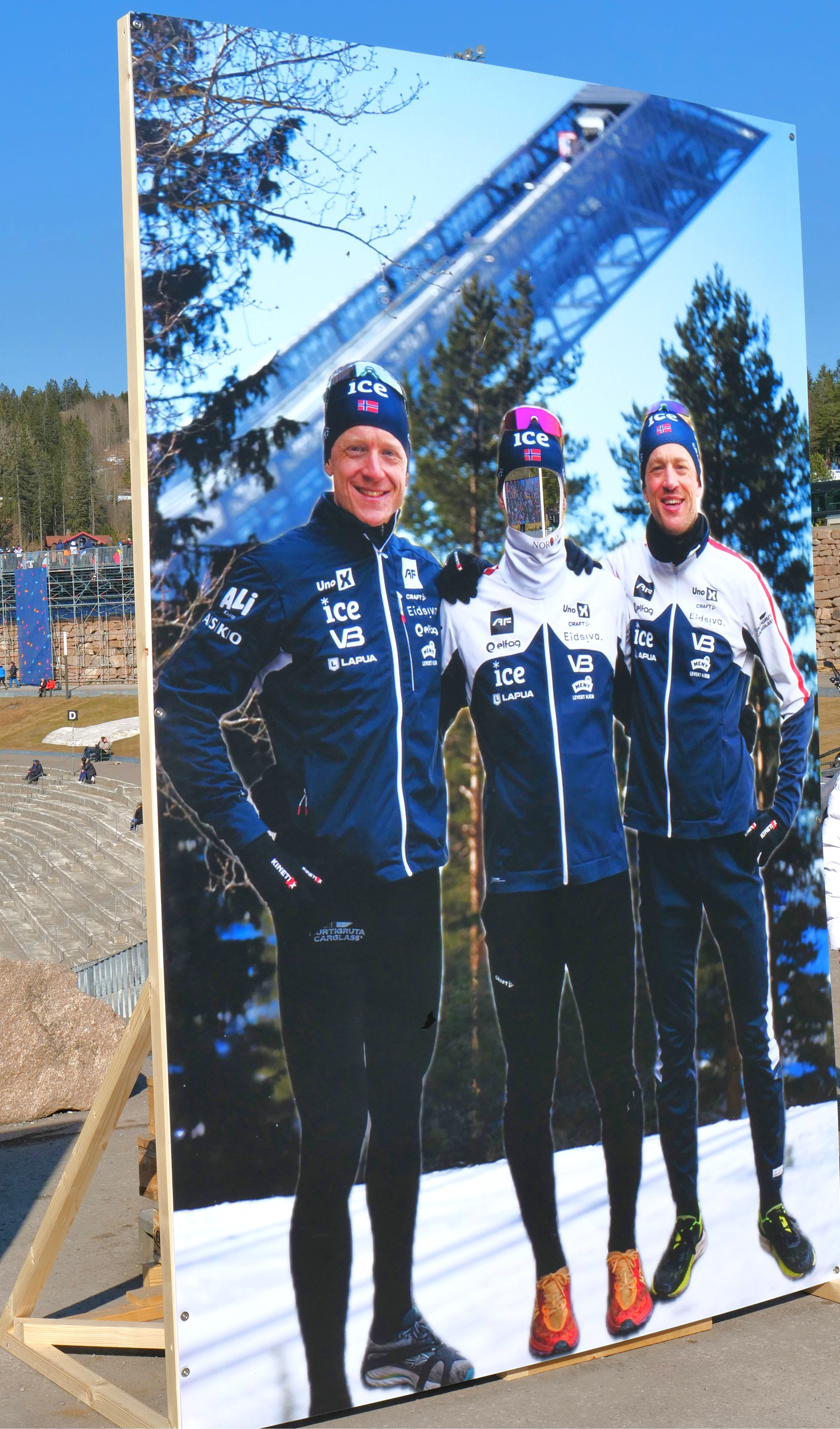
Bø-Brüder-Fan-Installation zu beider letztem Biathlon Wettbewerb am 23. März 2025 am Holmenkollen

Bei seinen vierten Olympischen Spielen 2022 in Peking, sollte es nun endlich auch mit einer Einzelmedaille klappen. Er gewann gleich zwei: Bronzemedaille im Sprint (Sieger war sein Bruder Johannes Thingnes Bø) und Silbermedaille in der Verfolgung. Außerdem wurde er mit der Mixed- und der Männerstaffel jeweils Olympiasieger.
Am 24. Januar 2025 gab er seinen Rücktritt mit dem Ende der laufenden Saison 2024/25 bekannt, nachdem bereits sein jüngerer Bruder Johannes Thingnes Bø wenige Tage davor ebenfalls seinen Rücktritt erklärt hatte. Beim Massenstart war er am 23. März 2025 letztmals im Einsatz, gesundheitlich leicht gehandicapt, und nahm auf der Zielgeraden auf Platz 23 liegend die norwegische Fahne entgegen, mit der er sich an der Ziellinie vor dem Publikum verbeugte.

## Statistik

### Weltcupsiege
Anmerkung: Im Biathlonsport zählen Rennen bei den Olympischen Spielen von 1998 bis 2010 sowie das Mixedstaffelrennen 2014 (OS) und alle Weltmeisterschaften (WM) von 1994 bis 2021 zum Weltcup.
| Nr. | Datum             | Ort                  | Disziplin            |
| --- | ----------------- | -------------------- | -------------------- |
| 1.  | 10. Dezember 2010 | Hochfilzen           | Sprint (10 km)       |
| 2.  | 11. Dezember 2010 | Hochfilzen           | Verfolgung (12,5 km) |
| 3.  | 7. Januar 2011    | Oberhof              | Sprint (10 km)       |
| 4.  | 9. Januar 2011    | Oberhof              | Massenstart (15 km)  |
| 5.  | 8. März 2011      | Chanty-Mansijsk (WM) | Einzel (20 km)       |
| 6.  | 15. Dezember 2011 | Hochfilzen           | Sprint (10 km)       |
| 7.  | 17. Februar 2013  | Nové Město (WM)      | Massenstart (15 km)  |
| 8.  | 28. Februar 2013  | Oslo                 | Sprint (10 km)       |
| 9.  | 2. Dezember 2017  | Östersund            | Sprint (10 km)       |
| 10. | 3. Dezember 2020  | Kontiolahti          | Sprint (10 km)       |
| 11. | 17. Januar 2021   | Oberhof              | Massenstart (15 km)  |
| 12. | 7. März 2021      | Nové Město na Moravě | Verfolgung (12,5 km) |
| 13. | 8. Dezember 2023  | Hochfilzen           | Sprint (10 km)       |
| 14. | 22. Dezember 2024 | Le Grand Bornand     | Massenstart (15 km)  |
| 15. | 24. Januar 2025   | Antholz              | Sprint (10 km)       |

| Nr. | Datum             | Ort                     | Disziplin        |
| --- | ----------------- | ----------------------- | ---------------- |
| 1.  | 7. Januar 2010    | Oberhof                 | Staffel 1        |
| 2.  | 26. Februar 2010  | Vancouver-Whistler (OS) | Staffel 1        |
| 3.  | 12. März 2010     | Kontiolahti             | Mixed-Staffel 2  |
| 4.  | 12. Dezember 2010 | Hochfilzen              | Staffel 3        |
| 5.  | 3. März 2011      | Chanty-Mansijsk (WM)    | Mixed-Staffel 4  |
| 6.  | 11. März 2011     | Chanty-Mansijsk (WM)    | Staffel 3        |
| 7.  | 11. Dezember 2011 | Hochfilzen              | Staffel 5        |
| 8.  | 9. März 2012      | Ruhpolding (WM)         | Staffel 6        |
| 9.  | 7. Februar 2013   | Nové Město (WM)         | Mixed-Staffel 7  |
| 10. | 16. Februar 2013  | Nové Město (WM)         | Staffel 8        |
| 11. | 7. Dezember 2013  | Hochfilzen              | Staffel 9        |
| 12. | 25. Januar 2015   | Antholz                 | Staffel 10       |
| 13. | 6. Februar 2015   | Nové Město na Moravě    | Mixed-Staffel 11 |
| 14. | 29. November 2015 | Östersund               | Mixed-Staffel 11 |
| 15. | 15. Januar 2016   | Ruhpolding              | Staffel 10       |
| 16. | 13. Februar 2016  | Presque Isle            | Staffel 12       |
| 17. | 12. März 2016     | Oslo (WM)               | Staffel 10       |
| 18. | 12. Januar 2018   | Ruhpolding              | Staffel 13       |
| 19. | 18. März 2018     | Oslo                    | Staffel 14       |
| 20. | 18. Januar 2019   | Ruhpolding              | Staffel 15       |
| 21. | 16. März 2019     | Östersund (WM)          | Staffel 15       |
| 22. | 7. Dezember 2019  | Östersund               | Staffel 16       |
| 23. | 15. Dezember 2019 | Hochfilzen              | Staffel 16       |
| 24. | 13. Februar 2020  | Antholz (WM)            | Mixed-Staffel 17 |
| 25. | 7. März 2020      | Nové Město na Moravě    | Staffel 18       |
| 26. | 6. Dezember 2020  | Kontiolahti             | Staffel 19       |
| 27. | 20. Februar 2021  | Pokljuka (WM)           | Staffel 19       |
| 28. | 14. März 2021     | Nové Město na Moravě    | Mixed-Staffel 17 |
| 29. | 4. Dezember 2021  | Östersund               | Staffel 20       |
| 30. | 12. Dezember 2021 | Hochfilzen              | Staffel 19       |
| 31. | 08. Januar 2022   | Oberhof                 | Mixed-Staffel 21 |
| 32. | 23. Januar 2022   | Antholz                 | Staffel 19       |
| 33. | 1. Dezember 2022  | Kontiolahti             | Staffel 19       |
| 34. | 13. Januar 2023   | Ruhpolding              | Staffel 19       |
| 35. | 22. Januar 2023   | Antholz                 | Staffel 19       |
| 36. | 30. November 2023 | Östersund               | Staffel 22       |
| 37. | 10. Dezember 2023 | Hochfilzen              | Staffel 19       |
| 38. | 7. Januar 2024    | Oberhof                 | Staffel 23       |
| 39. | 11. Januar 2024   | Ruhpolding              | Staffel 24       |
| 40. | 20. Januar 2024   | Antholz                 | Mixed-Staffel 25 |
| 41. | 8. März 2024      | Soldier Hollow          | Staffel 19       |

### Weltcup-Statistik
Die Tabelle zeigt alle Platzierungen (je nach Austragungsjahr einschließlich Olympische Spiele und Weltmeisterschaften).
- 1.–3. Platz: Anzahl der Podiumsplatzierungen
- Top 10: Anzahl der Platzierungen unter den ersten zehn (einschließlich Podium)
- Punkteränge: Anzahl der Platzierungen innerhalb der Punkteränge (einschließlich Podium und Top 10)
- Starts: Anzahl gelaufener Rennen in der jeweiligen Disziplin
- Staffel: inklusive Mixed- und Single-Mixed-Staffeln

| Platzierung                      | Einzel | Sprint | Verfolgung | Massenstart | Staffel | Gesamt |
| -------------------------------- | ------ | ------ | ---------- | ----------- | ------- | ------ |
| 1. Platz                         | 1      | 7      | 2          | 3           | 41      | 54     |
| 2. Platz                         | 4      | 11     | 6          | 1           | 14      | 36     |
| 3. Platz                         | 1      | 9      | 10         | 9           | 8       | 37     |
| Top 10                           | 12     | 58     | 52         | 37          | 67      | 226    |
| Punkteränge                      | 32     | 99     | 87         | 55          | 68      | 341    |
| Starts                           | 34     | 109    | 89         | 55          | 68      | 355    |
| Stand: nach der Saison 2023/2024 |        |        |            |             |         |        |

### Olympische Winterspiele
|                                             | Einzelwettbewerbe | Einzelwettbewerbe | Einzelwettbewerbe | Einzelwettbewerbe | Staffelwettbewerbe | Staffelwettbewerbe |
| Sprint                                      | Verfolgung        | Einzel            | Massenstart       | Herrenstaffel     | Mixedstaffel       |                    |
| ------------------------------------------- | ----------------- | ----------------- | ----------------- | ----------------- | ------------------ | ------------------ |
| Olympische Winterspiele 2010 \| Vancouver   | 21.               | –                 | –                 | –                 | 1.                 | N/A                |
| Olympische Winterspiele 2014 \| Sotschi     | 26.               | 39.               | 27.               | –                 | 4.                 | –                  |
| Olympische Winterspiele 2018 \| Pyeongchang | 13.               | 13.               | 4.                | 8.                | 2.                 | –                  |
| Olympische Winterspiele 2022 \| Peking      | 8.                | 3.                | 2.                | 12.               | 1.                 | 1.                 |

### Weltmeisterschaften
|                                               | Einzelwettbewerbe | Einzelwettbewerbe | Einzelwettbewerbe | Einzelwettbewerbe | Staffelwettbewerbe | Staffelwettbewerbe | Staffelwettbewerbe |
| Sprint                                        | Verfolgung        | Einzel            | Massenstart       | Herrenstaffel     | Mixedstaffel       | S.-M.-Staffel      |                    |
| --------------------------------------------- | ----------------- | ----------------- | ----------------- | ----------------- | ------------------ | ------------------ | ------------------ |
| Weltmeisterschaften 2011 Chanty-Mansijsk      | 3.                | 3.                | 1.                | 3.                | 1.                 | 1.                 | nicht ausgetragen  |
| Weltmeisterschaften 2012 Ruhpolding           | 17.               | 7.                | 18.               | 17.               | 1.                 | –                  | nicht ausgetragen  |
| Weltmeisterschaften 2013 Nové Město na Moravě | 18.               | 17.               | 12.               | 1.                | 1.                 | 1.                 | nicht ausgetragen  |
| Weltmeisterschaften 2015 Kontiolahti          | 3.                | 3.                | 25.               | 3.                | 2.                 | 3.                 | nicht ausgetragen  |
| Weltmeisterschaften 2016 Oslo                 | 54.               | 31.               | 22.               | 6.                | 1.                 | 3.                 | nicht ausgetragen  |
| Weltmeisterschaften 2017 Hochfilzen           | 14.               | 9.                | –                 | 14.               | 8.                 | –                  | nicht ausgetragen  |
| Weltmeisterschaften 2019 Östersund            | 13.               | 4.                | 3.                | 9.                | 1.                 | –                  | –                  |
| Weltmeisterschaften 2020 Antholz              | 4.                | 6.                | 6.                | 4.                | 2.                 | 1.                 | –                  |
| Weltmeisterschaften 2021 Pokljuka             | 9.                | 14.               | 70.               | 6.                | 1.                 | –                  | –                  |
| Weltmeisterschaften 2023 Oberhof              | 2.                | 4.                | 7.                | 9.                | 2.                 | –                  | –                  |
| Weltmeisterschaften 2024 Nové Město na Moravě | 6.                | 5.                | 2.                | 4.                | 2.                 | 2.                 | –                  |
| Weltmeisterschaften 2025 Lenzerheide          | 10.               | 10.               | 10.               | 18.               | 1.                 | –                  | –                  |

### Juniorenweltmeisterschaften
Ergebnisse bei den Juniorenweltmeisterschaften:
| Weltmeisterschaften | Weltmeisterschaften | Einzel | Sprint | Verfolgung | Staffel |
| Jahr                | Ort                 | Einzel | Sprint | Verfolgung | Staffel |
| ------------------- | ------------------- | ------ | ------ | ---------- | ------- |
| 2006                | Presque Isle        | 1.     | 4.     | 2.         | 4.      |
| 2007                | Martell             | 4.     | 5.     | 2.         | 2.      |
| 2009                | Canmore             | 23.    | 3.     | 3.         | 6.      |